# Luis Bardají López
Luis Bardají López (Tarragona, 14 de mayo de 1880-Badajoz, 16 de marzo de 1942) fue un político, abogado del Estado y jurista español; ministro de Instrucción Pública y Bellas Artes en 1935.

## Biografía

### Orígenes
Hijo de Alejandro Bardají Díaz y de Dolores López Sorrigueta, naturales ambos de Madrid. Fue abuelo de Rafael Luis Bardají López, político del Partido Popular y, posteriormente, de Vox; y de Adolfo Díaz-Ambrona Bardají, fundador y primer presidente de Alianza Popular de Extremadura.

### Actividad profesional
Cursó sus estudios de Derecho en la Universidad Central de Madrid, obteniendo la licenciatura el 19 de junio de 1901 con calificación de sobresaliente y premio extraordinario. Ingresó por oposición en el Cuerpo de Abogados del Estado en 1902, un año más tarde, ejerciendo en Badajoz.
Destacó, además, como orador, conferenciante y poeta (Premio Flor Natural de Poesía). Fue presidente del Ateneo de Badajoz.

### Actividad política
Miembro del Partido Republicano Radical de Alejandro Lerroux, fue diputado en Cortes por la circunscripción de Badajoz, entre el 30 de noviembre de 1933 y el 2 de febrero de 1939, presentándose a las elecciones generales de España de 1933 y a las de 1936, la II y III legislaturas de la Segunda República española, en esta última, siendo uno de los cinco diputados del PRR que obtuvo escaño. Presidió la Comisión de Hacienda en las Cortes, teniendo especial relevancia sus intervenciones en esta materia, lo que determinó que fuera llamado para integrarse en el Gobierno.
Tras el “escándalo del estraperlo” y la dimisión de Lerroux y Juan José Rocha, será nombrado ministro de Instrucción Pública y Bellas Artes del Consejo de Ministros que presidió Joaquín Chapaprieta Torregrosa, ejerciendo entre el 30 de octubre de 1935 y el 15 de diciembre de 1935 como radical de confianza que no representaba al partido, junto a Juan Usabiaga Lasquívar, como ministro de Agricultura, Industria y Comercio; y José María Gil-Robles, líder de la Confederación Española de Derechas Autónomas, como ministro de la Guerra.
El inicio de la guerra civil española le sorprende de vacaciones en Portugal. Cuando retornó a España, continuó ejerciendo como abogado.